# Чистопольє (Хабаровський район)
Чистопо́льє (рос. Чистополье) — село у складі Хабаровського району Хабаровського краю, Росія. Входить до складу Восточного сільського поселення.

## Населення
Населення — 262 особи (2010; 287 у 2002).
Національний склад (станом на 2002 рік):
- росіяни — 94 %